# 오지헌
오지헌(吳知憲, 1979년 4월 18일 ~ )은 대한민국의 희극 배우이다. 본관은 해주이다. 오디션을 보러 갔다가 단번에 개그맨이 되었다는 일화가 있다. 현재 경기도 과천시에 거주하고 있다.

## 학력
- 경복고등학교
- 명지대학교 세라믹 화학공학과

## 연기 활동

### 방송
- MBC 《하땅사》
- MBC 《개그야》
- KBS 《개그콘서트》
- KBS 《폭소 클럽》
- KBS 《쇼! 행운열차》
- SBS 《제중원》 일본 상인 역
- KBS 《TV는 사랑을 싣고》
- tvN 《코미디 빅리그》
- tvN 《SNL 코리아》
- TV조선 《뽕숭아학당》

### 영화
- 2014년 《신의 한수》
- 2012년 《철가방 우수 씨》
- 2007년 《챔피언 마빡이》
- 2005년 《바리바리 짱》
- 2004년 《내 머리 속의 지우개》

## 수상
- 2005년 KBS 연예대상 코미디부문 최우수코너상
- 2002년 슈퍼보이스선발대회 대상